# Augustus Volney Waller

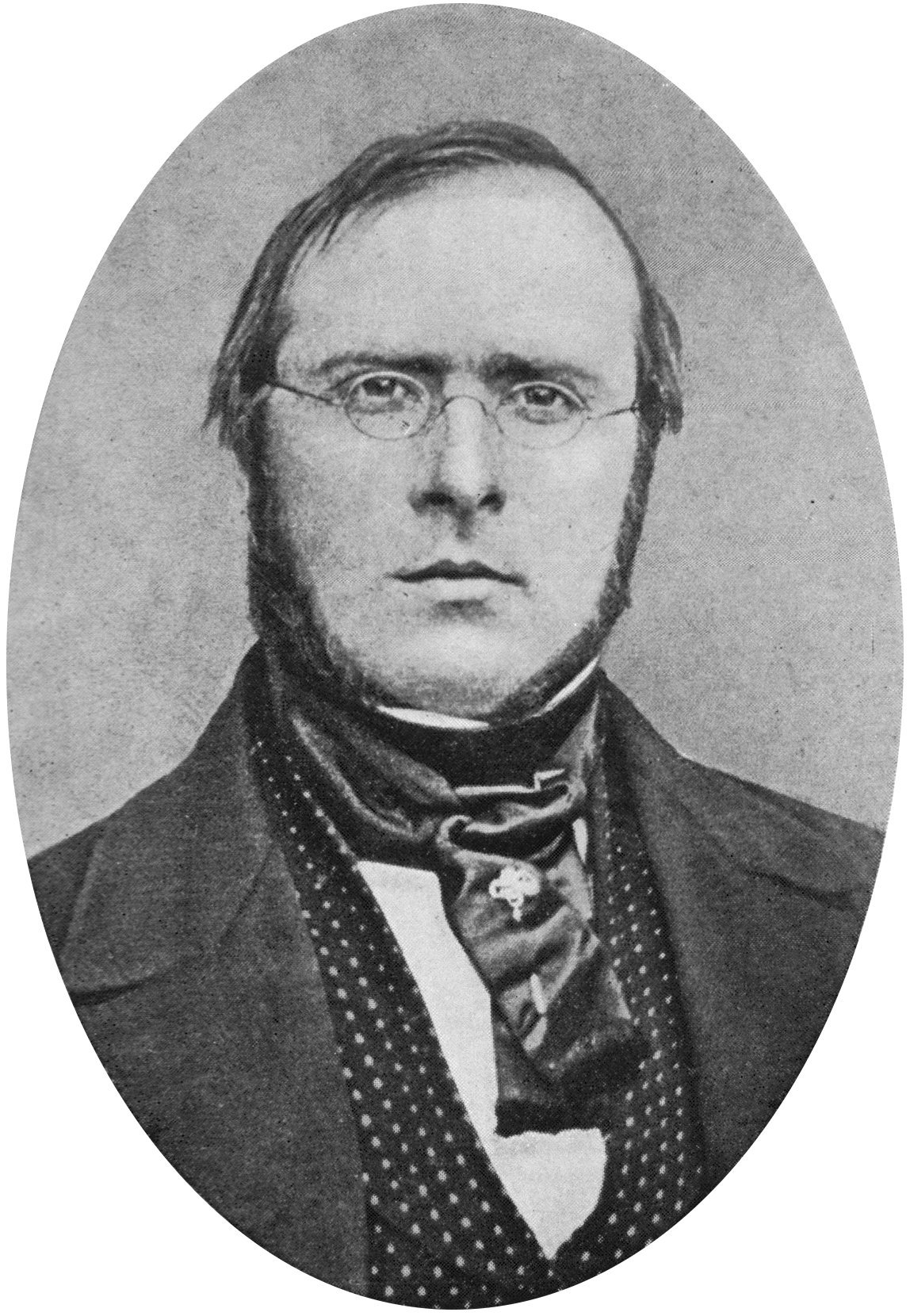
Augustus Volney Waller

Augustus Volney Waller (* 21. Dezember 1816 in Elverton Farm bei Faversham, Kent; † 18. September 1870 in Genf) war ein englischer Neurophysiologe.

## Leben
Waller studierte Medizin in Paris. Er arbeitete unter anderem in Bonn, bevor er 1856 an das Laboratorium von Marie Jean Pierre Flourens wechselte. Von 1858 bis 1868 war er Professor für Physiologie am Queen’s College in Birmingham.
1850 beschrieb er erstmals die Wallersche Degeneration.
Waller wurde 1851 als Mitglied („Fellow“) in die Royal Society gewählt, die ihm 1860 die Royal Medal verlieh.
1842 heiratete er Matilda, die einzige Tochter von John Walls aus North End, Fulham. Sie hatten zwei Töchter und den Sohn Augustus Desiré Waller, der auch Physiologe wurde.

## Schriften
- Microscopical examination of some of the principal tissues of the animal frame as observed in the tongue of the living frog. Philosophical Magazine 1846, 29: 271. (Gekürzte dt. Übersetzung von E. Wallach in Archiv für die Geschichte der Medizin, 1929, 22: 105–113, 344–351).
- Microscopic Observations on the Perforation of the Capillaries by the Corpuscles of the Blood and on the origin of mucus and pus globules. Philosophical Magazine, November, 1846, 29: 397–405.
- Microscopic investigations of hail. Philosophical Magazine, July and August 1846, March 1847.
- On the compression of the carotids – its effects upon headache, epilepsy, hysteria etc. Journal of Psychological Medicine and Mental Pathology, London, 1848, 1: 626–634.
- Experiments on the section of the glossopharyngeal and hypoglossal nerves of the frog, and observations of the alterations produced thereby in the structure of their primitive fibres. Philosophical Transactions of the Royal Society of London, 1850; 140: 423–429.
- Nouvelle méthode pour l’étude du système nerveux, applicable à l’investigation de la distribution anatomique des cordons nerveux, et au diagnostique des maladies du système nerveux, pendant la vie et après la mort. Comptes rendus hebdomadaires des séances de l’Académie des Sciences, Paris, 1851, 33: 606–611.
- Recherches sur le système nerveux. Première partie. Action de la partie cervicale du nerf grand sympathique et d’une portion de la moëlle épinière sur la dilatation de la pupille. Zus mit J. L. Budge. Comptes rendus hebdomadaires des séances de l’Académie des Sciences, Paris, 1851, 33: 370–374.
- Observations sur les effets de la section des racines spinales et du nerf pneumogastrique au dessus de son ganglion inférieur chez les mammiferes. Comptes rendus hebdomadaires des séances de l’Académie des Sciences, Paris, 1852, 34: 582–587.
- Nouvelles recherches sur la régéneration des fibres nerveuses. Comptes rendus hebdomadaires des séances de l’Académie des Sciences, Paris, 1852, 34: 675–679.
- Recherches expérimentales sur la structure et les fonctions des ganglions. Comptes rendus hebdomadaires des séances de l’Académie des Sciences, Paris, 1852, 34: 524–527.
- Nouvelle méthode anatomique pour l’Investigation du Système nerveux. Bonn, 1852.
- Septième mémoire sur le système nerveux. Comptes rendus hebdomadaires des séances de l’Académie des Sciences, Paris, 1852, 35: 301–306.
- Huitième mémoire sur la système nerveux. Comptes rendus hebdomadaires des séances de l’Académie des Sciences, Paris, 1852, 35: 561–564.
- Sur l’influence du grand sympathique sur la circulation. Comptes rendus hebdomadaires des séances de l’Académie des Sciences, 1853, 36: 378–382.
- Account of experiments on the vagus and spinal accessory nerves. Proceedings of the Royal Society of London, 1856, 8: 69–72.
- The Nutrition and Reparation of Nerves. London, Read, 1861.
- On the Results of the Method Introduced by the Author of Investigating the Nervous system. More Especially as Applied to the Elucidation of the Function of the Pneumogastric and Sympathetic Nerves. Croonian lecture. Proceedings of the Royal Society of London, 1869–1870; 18: 339–343.
- On the effects of compression of the vagus nerve in the cure or the relief of various nervous affections. The Practitioner, London, 1870, 4: 193–206.
- On the compression of the vagus nerve considered as a means of producing asthenia or anaesthesia in surgical operations. The Practitioner, London, 1870, 5: 321–326.